# Zamora (Équateur)
Ne doit pas être confondu avec Zamora de los Alcaides.
Pour les articles homonymes, voir Zamora (homonymie).
Zamora est une ville du sud de l'Équateur. C'est la capitale de la province de Zamora-Chinchipe.

## Économie
La ville de Zamora vit essentiellement de la culture de la banane.